# Iva Hercíková
Iva Hercíková, rozená Iva Vodňanská (2. listopadu 1935 Pardubice – 27. ledna 2007 Praha), byla česká spisovatelka, autorka několika desítek románů a novel a několika scénářů.

## Životopis
Narodila se v Pardubicích a po maturitě na gymnáziu v Liberci roku 1954 vystudovala dramaturgii a divadelní vědu na pražské DAMU (studium ukončila v roce 1958). Jejím druhým manželem byl od roku 1961 Jiří Robert Pick. Od roku 1964 pracovala v agentuře Dilia, pak zůstávala ve Zbraslavi jako spisovatelka. V roce 1983 zemřel její manžel Jiří Robert Pick. V roce 1986 emigrovala s třetím manželem nejprve do Německa a roku 1987 pokračovali do USA. Nejprve se usadili na Floridě a poté na deset let na Manhattanu v New Yorku. Českého občanství se však Hercíková nikdy nevzdala. Po převratu roku 1989 žila několik měsíců v Praze, ale definitivně se do Česka vrátila až v roce 2000. Žila střídavě v Praze a v Harrachově. 
Iva Hercíková spáchala 27. ledna 2007 v Praze sebevraždu oběšením. Důvodem měla být její vážná nemoc. Hercíková po sobě nechala dopis na rozloučenou, jehož obsah nebyl zveřejněn.

## Dílo
Je autorkou řady scénářů pro televizi, film i divadlo. Některé z jejích prací patří do literárního žánru science fiction.
- Začalo to Redutou, 1964 – kniha o pražských divadlech malých forem
- Nataša – série tří knih pro dívky, souborně 1980
  - Pět holek na krku, 1966 – beletristická prvotina, přeloženo do několika cizích jazyků
  - Trest, 1971
  - Druhá láska, 1973
- Pavouk, který kulhal, 1969 – soubor čtyř hororových novel ze současnosti
- Sestry, 1969
- Čekání, 1970
- Jsem nebe, 1970 – novela; příběh prvních lásek dvou šestnáctiletých dívek
- O zvědavém štěňátku, 1970 – dvě bajky s výchovným podtextem
- Šance, 1970
- Muži můj, neplač, 1971
- Velká neznámá, 1971
- Dvakrát do stejné řeky, 1974
- Tři příběhy o lásce, 1974
- Ten kůň musí pryč, 1975
- Plástev medu, 1976 – román popisující radosti a strasti života v panelovém domě; nově vydáno 2011, nakl.Motto, ISBN 978-80-7246-542-2
- Dvakrát do stejné řeky, 1977 – sbírka tří novel ze života mladých lidí
- Andrsenka, 1978 – dívčí román; o dívce, která si ráda vymýšlí, což ji dostane do nesnází
- Sova sídlí v dutém stromě, 1978
- Jak namalovat ptáčka, 1980
- Johana: Novela o mládí Karolíny Světlé, 1980
- Stín spánku, 1982
- Sůvy, 1982
- Lékař duší a zvířat, 1985
- K domovu se nedívej, anděli, 1994 – román o lásce; nově vydáno 2004, nakl. Motto, ISBN 80-7246-134-6
- Hester aneb O čem ženy sní, 1995 – poutavé vyprávění o ženě a matce tří odrůstajících dětí, která se trápí dilematem mezi rodinou a mladým milencem Ricardem
- Klára, holub růžový, 1996
- Rady mladému muži, 1996
- Trest, 1998
- Vášeň, 1998
- Touha, 1999
- Zrada, 2001
- Jsem nebe, 2002 – sb. novel
- Pět holek na krku po třiceti letech, 2003
- Tři v háji 2004 – román, společné dílo Ivy Hercíkové, Haliny Pawlowské a Michala Viewegha
- Možná ho najdeš na ulici, 2006 – povídková kniha, nakl. Motto, ISBN 80-7246-317-9
- Dám si to ještě jednou, 2009 – nakl. Motto, ISBN 978-80-7246-453-1
- O štěňátku, 2010 – pohádky, ideální pro první čtení, nakl. Motto; ISBN 978-80-7246-350-3